# Aryballos

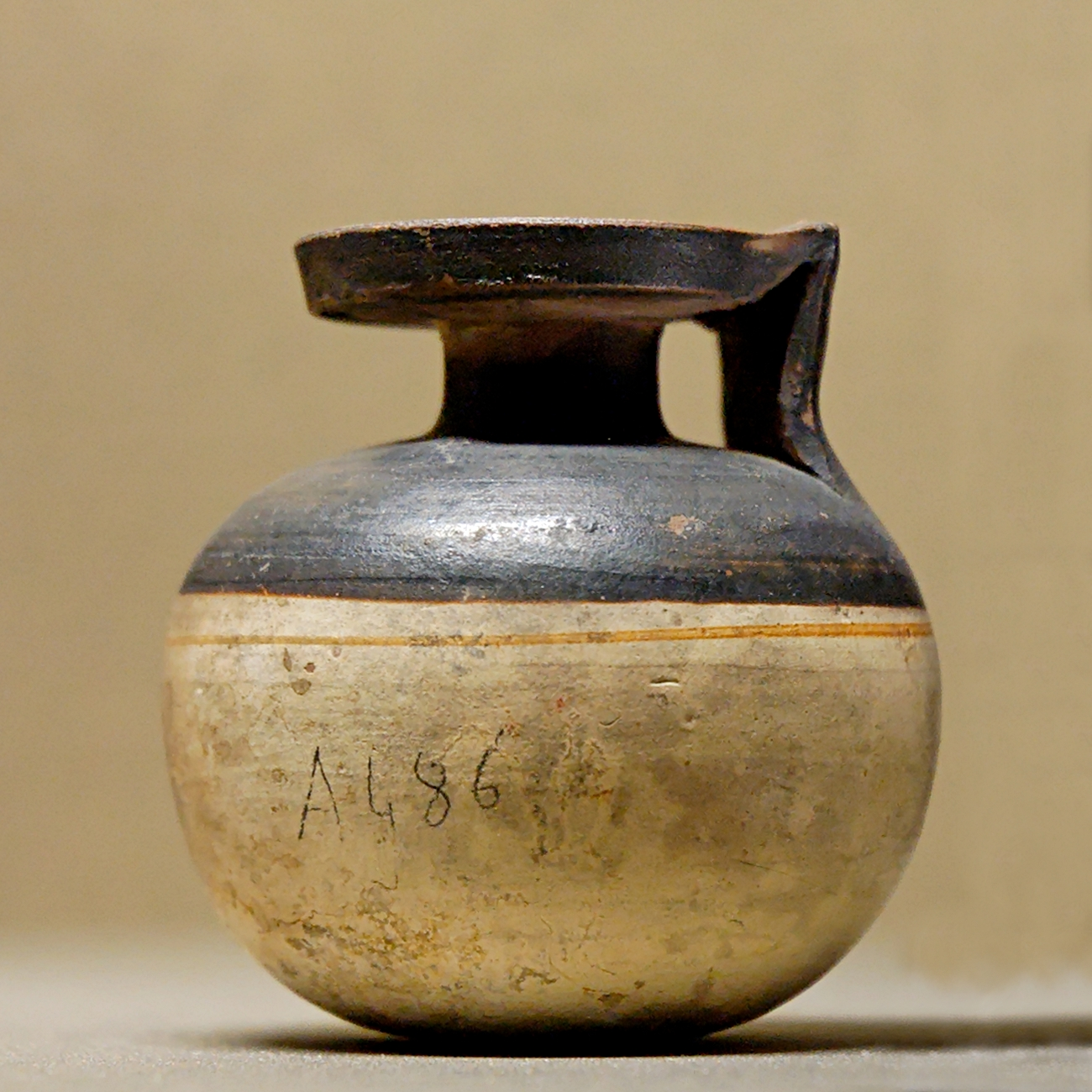
Aryballos i Louvren.

Aryballos är en liten kulformad vas med mycket trång hals och skivformad mynning, liknande en hopsnörd penningpung.
Aryballosar användes i det antika Grekland för förvaring av parfym eller olja och bars ofta i en rem vid handloven.